# Реактор на важкій воді
Реактор на важкій воді (Pressurized heavy-water reactor, PHWR) — ядерний реактор, який використовує важку воду (оксид дейтерію D2O) як теплоносій і сповільнювач нейтронів. PHWR часто використовують природний уран як паливо, але іноді також використовують дуже низькозбагачений уран. У важкій воді, яка використовується як теплоносій, підтримують тиск, щоб уникнути кипіння, дозволяючи їй досягти більш високої температури (переважно) без утворення парових бульбашок, як у водно-водяному реакторі. Хоча важку воду дуже дорого виділити зі звичайної води (на відміну від важкої води її часто називають легкою водою), її низьке поглинання нейтронів значно збільшує нейтронну ефективність реактора, уникаючи потреби у збагаченому паливі. Висока вартість важкої води компенсується зниженою вартістю використання природного урану та/або альтернативних паливних циклів. 
Так як дейтерій має менший переріз поглинання нейтронів, ніж легкий водень, такі реактори мають покращений нейтронний баланс (тобто для них потрібно менш збагачений уран), що дозволяє використовувати як паливо природний уран в енергетичних реакторах або використовувати зайві нейтрони для напрацювання ізотопів.
В енергетичних реакторах використання природного урану значно знижує витрати на паливо, хоча економічний ефект дещо згладжується більшою ціною енергоблоку та теплоносія.
Промислові важководні реактори широко використовувалися для виробництва тритію і плутонію, а також для широкого спектру ізотопної продукції, в тому числі і медичного призначення.
Дослідницькі реактори також часто використовують важку воду.

## Історія
Першими реакторами такого типу були американський Чиказька дровітня-3, побудований у 1944 році, та ZEEP, запущений у Канаді у 1945 році. Найвідомішим реактором цього типу є канадський CANDU (крім самої Канади, реактори CANDU експортувалися до Китаю, Південної Кореї, Індії, Румунії, Аргентини та Пакистану). Великомасштабна програма будівництва важководних реакторів здійснюється в Індії.
У СРСР важководні реактори розробляв Інститут теоретичної та експериментальної фізики. Перший експериментальний важководний реактор (головний конструктор — Б. М. Шолкович) був запущений в Лабораторії № 3 АН СРСР у квітні 1949 р. Під керівництвом А. І. Аліханова та В. В. Володимирського були розроблені та споруджені промислові важководні реактори для виробництва плутонію, тритію та ізотопів, досвідчені важководні реактори в Югославії та КНР, важководний реактор з газовим охолодженням КС-150 для атомної електростанції А-1 у Богуниці (Словаччина), що вступила в дію у 1972 році. Розробка ТВЕЛів для КС-150 велася у Харківському фізико-технічному інституті АН УРСР.
Загалом у світі зараз діє 47 енергетичних реакторів на важкій воді, 3 будуються.

## Призначення використання важкої води
Ключ до підтримки ланцюгової реакції в ядерному реакторі полягає у використанні в середньому точно одного з нейтронів, що вивільняються під час кожної події ядерного поділу, для стимулювання іншої події ядерного поділу (в іншому ядрі, що розщеплюється). Завдяки ретельній розробці геометрії реактора та ретельному контролю за наявними речовинами, щоб впливати на реактивність, можна досягти та підтримувати самопідтримуючу ланцюгову реакцію або «критичність».
Природний уран складається з суміші різних ізотопів, насамперед 238U і значно меншої кількості (близько 0,72 % за масою) 235U. 238U може розщеплюватися лише нейтронами з відносною енергією, приблизно 1 МеВ або вище. Жодну кількість 238U не можна зробити «критичною», оскільки вона буде мати тенденцію поглинати більше нейтронів, ніж виділяє в процесі поділу. 235U, з іншого боку, може підтримувати самопідтримуючу ланцюгову реакцію, але через низьку природну кількість 235U, природний уран не може досягти критичності сам по собі.
Хитрість досягнення критичності, використовуючи лише природний або низькозбагачений уран, для якого не існує «власної» критичної маси, полягає в уповільненні випромінюваних нейтронів (не поглинаючи їх) до точки, де їх достатня кількість може призвести до подальшого поділу ядра в доступній невеликій кількості 235U. (238U, який є основною складовою природного урану, також ділиться швидкими нейтронами.) Це вимагає використання сповільнювача нейтронів, який поглинає практично всю кінетичну енергію нейтронів, сповільнюючи їх до такої міри, що вони досягають теплової рівноваги з навколишнім матеріалом. Виявлено, що для нейтронної ефективності корисно фізичне відокремлення процесу сповільнення енергії нейтронів від самого уранового палива, оскільки 238 U має високу ймовірність поглинання нейтронів з проміжними рівнями кінетичної енергії, реакція, знана як «резонансне» поглинання. Це фундаментальна причина для проєктування реакторів з окремими твердопаливними сегментами, оточеними сповільнювачем, а не будь-якої геометрії, яка давала б однорідну суміш палива та сповільнювача.
Вода — чудовий сповільнювач; звичайні атоми водню або протию в молекулах води дуже близькі за масою до одного нейтрона, і тому їх зіткнення призводять до дуже ефективної передачі імпульсу, концептуально схожої на зіткнення двох більярдних куль. Однак, крім того, що звичайна вода є хорошим сповільнювачем, вона також досить ефективно поглинає нейтрони. Тому використання звичайної води як сповільнювача легко поглине таку кількість нейтронів, що залишиться занадто мало для підтримки ланцюгової реакції з невеликими ізольованими ядрами 235U у паливі, що виключає критичність природного урану. Через це для легководного реактора буде потрібно, щоб ізотоп 235U був зосереджений в урановому паливі, відомому як збагачений уран, зазвичай від 3 % до 5 % 235U по масі. Побічний продукт цього процесу збагачення знаний як збіднений уран, і тому складається переважно з 238U, хімічно чистий. Ступінь збагачення, необхідна для досягнення критичності за допомогою легководного сповільнювача, залежить від точної геометрії та інших конструктивних параметрів реактора.
Одним з ускладнень цього підходу є потреба в установках для збагачення урану, будівництво та експлуатація яких, як правило, є дорогими. Вони також викликають занепокоєння щодо розповсюдження ядерної зброї: ті самі системи, що використовуються для збагачення 235U, також можна використовувати для виробництва набагато більш «чистого» збройового матеріалу (90 % або більше 235U), придатного для виробництва ядерної зброї. Це в жодному разі не тривіальне завдання, але достатньо здійсненне, щоб потужності зі збагачення становили значний ризик розповсюдження ядерної зброї.
Альтернативним рішенням проблеми є використання сповільнювача, який не поглинає нейтрони так легко, як вода. У цьому випадку потенційно всі нейтрони, що вивільняються, можуть бути сповільнені та використані в реакціях з 235U, і в цьому випадку в природному урані достатньо 235U для підтримки критичності. Одним із таких сповільнювачів є важка вода або оксид дейтерію. Хоча вона динамічно взаємодіє з нейтронами так само, як і легка вода (хоча в середньому з меншою передачею енергії, враховуючи, що важкий водень або дейтерій приблизно вдвічі перевищує масу водню), вона вже має додатковий нейтрон, на відміну від легкої води, яка має тенденцію до поглинання нейтронів.

## Переваги і недоліки

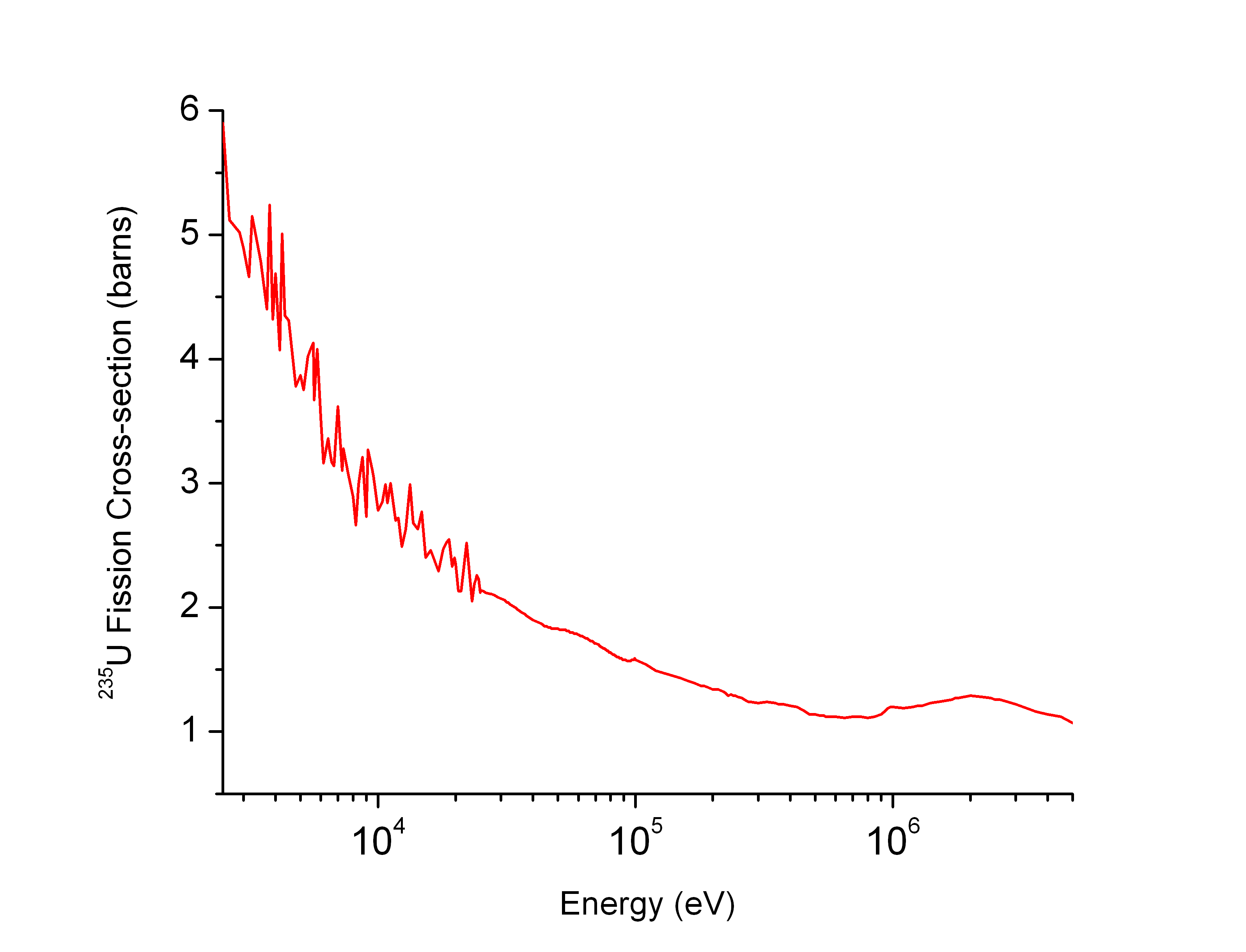
Поперечний переріз захоплення нейтронів у реакції поділу — хоча нелінійна залежність очевидна, зрозуміло, що в більшості випадків нижча Нейтронна температура збільшує ймовірність поділу, що пояснює необхідність сповільнювача нейтронів і бажаність підтримувати його температуру якомога нижчою.

### Переваги
Використання важкої води в якості сповільнювача є ключем до системи PHWR, що дозволяє використовувати природний уран як паливо (у вигляді керамічного UO2), що означає, що його можна експлуатувати без витрат на збагачення урану. Механічна конструкція PHWR, яка забезпечує перебування більшої частини сповільнювача при нижчих температурах, є особливо ефективною, оскільки отримані теплові нейтрони мають нижчу енергію температура нейтронів після послідовного проходження через сповільнювач приблизно дорівнює температурі сповільнювача), ніж у традиційних конструкціях, де сповільнювач зазвичай набагато гарячіше. Перетин захоплення нейтронів для реакції поділу вище в 235
U, чим нижча температура нейтронів, а отже, нижчі температури в сповільнювачі роблять успішну взаємодію між нейтронами та матеріалом, що поділяється, більш імовірною. Ці особливості означають, що PHWR може використовувати природний уран та інші види палива, і робить це більш ефективно, ніж легководні реактори (LWR). Стверджується, що PHWR типу CANDU здатні працювати з паливом, включаючи перероблений уран або навіть відпрацьоване ядерне паливо зі «звичайних» легководних реакторів, а також з MOX-паливо, і тривають дослідження здатності реакторів типу CANDU працювати суто на такому паливі в комерційних умовах.

### Недоліки
Реактори на важкій воді мають деякі недоліки. Важка вода зазвичай коштує сотні доларів за кілограм, хоча це є компромісом проти зниження витрат на паливо. Знижений енергетичний вміст природного урану в порівнянні зі збагаченим ураном вимагає частішої заміни палива; зазвичай це досягається за допомогою системи заправки під час роботи. Збільшена швидкість переміщення палива через реактор також призводить до більших обсягів відпрацьованого палива, ніж у LWR із використанням збагаченого урану. Оскільки незбагачене уранове паливо накопичує меншу щільність продуктів поділу, ніж збагачене уранове паливо, воно генерує менше тепла, що забезпечує компактніше зберігання. Хоча дейтерій має менший перетин захоплення нейтронів, ніж протій, це значення не дорівнює нулю, і, таким чином, частина важкої води сповільнювача неминуче буде перетворена на тритієву воду. Хоча тритій, радіоактивний ізотоп водню, також утворюється як продукт поділу в незначних кількостях в інших реакторах, тритій може легше вийти в навколишнє середовище, якщо він також присутній в охолоджуючій воді, що має місце в тих PHWR, які використовують важку воду і як сповільнювач, і як теплоносій. Деякі реактори CANDU відокремлюють тритій зі свого запасу важкої води через регулярні проміжки часу і продають його з прибутком.
У той час як для типових тепловидільних збірок CANDU, конструкція реактора має трохи позитивний паровий коефіцієнт реактивності, розроблені Аргентиною тепловидільні елементи CARA, що використовуються в Атуча І, можуть мати бажаний негативний коефіцієнт.

## Розповсюдження ядерної зброї
Хоча до розробки в Індії ядерної зброї (див. нижче) здатність використовувати природний уран (і таким чином відмовитися від необхідності збагачення урану, яке є технологією подвійного використання) вважалася перешкодою для розповсюдження ядерної зброї, ця думка різко змінилася у світлі здатність кількох країн створювати атомні бомби з плутонію, який можна легко виробляти у реакторах на важкій воді. Таким чином, реактори на важкій воді можуть становити більший ризик розповсюдження ядерної зброї у порівнянні з порівнянними реакторами на легкій воді через низьку здатність важкої води поглинати нейтрони, відкриту в 1937 році Гансом фон Хальбаном і Отто Фрішем. Іноді, коли атом 238U зазнає впливу нейтронного випромінювання, його ядро захоплює нейтрон, змінюючи його на 239U. Потім 239U швидко зазнає двох β - розпадів — обидва випромінюють електрон і антинейтрино, перший перетворює 239U в 239Np, а другий перетворює 239Np в 239Pu. Попри те, що цей процес відбувається з іншими сповільнювачами, такими як надчистий графіт або берилій, важка вода, безумовно, найкраща. Мангеттенський проєкт в кінцевому підсумку використовував реактори зі графітовим сповільнювачем для виробництва плутонію, тоді як німецький ядерний проєкт помилково відкинув графіт як відповідний сповільнювач через домішки і, таким чином, зробив невдалі спроби використовувати важку воду (яку вони правильно визначили як чудовий сповільнювач). Радянська ядерна програма також використовувала графіт як сповільнювач і в кінцевому підсумку розробила реактор з графітовим сповільнювачем РБМК як реактор, здатний виробляти як велику кількість електроенергії, так і збройовий плутоній без необхідності важкої води або — принаймні відповідно до початкових технічних характеристик — без необхідності збагачення урану.
239Pu — матеріал, що розщеплюється, придатний для використання в ядерній зброї. В результаті, якщо паливо реактора на важкій воді часто змінювати, значні кількості збройового плутонію можуть бути хімічно вилучені з опроміненого природного уранового палива шляхом переробки ядерного палива.
Крім того, використання важкої води як сповільнювача призводить до утворення невеликої кількості тритію, коли ядра дейтерію у важкій воді поглинають нейтрони, що є дуже неефективною реакцією. Тритій має важливе значення для виробництва зброї прискоренного поділу, яка, у свою чергу, забезпечує легше виробництво термоядерної зброї, включаючи нейтронні бомби. Наразі очікується, що цей процес забезпечить (принаймні частково) тритій для ITER.
Ризик поширення реакторів на важкій воді був продемонстрований, коли Індія виготовила плутоній для операції «Усміхнений Будда», свого першого випробування ядерної зброї, шляхом вилучення з відпрацьованого палива дослідницького реактора на важкій воді, відомого як реактор CIRUS.